# Les Djinns (Vierne)
Pour les articles homonymes, voir Les Djinns (homonymie).
Les Djinns, op. 35 de Louis Vierne, est son premier poème symphonique pour chant et orchestre (ou piano) composé sur un poème de Victor Hugo extrait des Orientales.
Composée en 1912 et dédiée à Germaine Martinelli, la partition est éditée chez Henry Lemoine en 1925.

## Composition
Louis Vierne compose deux poèmes symphoniques sur des vers de Victor Hugo, entre 1912 et 1914. Cependant, si Psyché op. 33 offre « une musique colorée, aérienne, très délicate d'orchestration », Les Djinns expriment « une atmosphère trouble et angoissée » qui reflète davantage son propre caractère de musicien romantique.
Dédiée à Germaine Martinelli, la partition est éditée par Henry Lemoine en 1925.

## Orchestration
L'orchestre comprend 3 flûtes (la 3e jouant aussi du piccolo), 2 hautbois (le 1er jouant aussi du cor anglais), 3 clarinettes, une clarinette basse, 2 bassons et contrebasson, pour les pupitres des vents. Les cuivres comptent 4 cors en Fa, 3 trompettes en Ut, 3 trombones ténors et tuba. La percussion est confiée notamment aux timbales, harpe et célesta. Le quintette à cordes classique est composé des premiers violons, seconds violons, altos, violoncelles et contrebasses.

## Analyse
Bernard Gavoty considère le choix du poème de Hugo « hautement significatif » : pleinement conscient des difficultés que présente le « tour de force verbal » du texte, Vierne choisit de « faire jouer, sur le drame qui se déroule, les mille facettes d'un éclairage diversement coloré ».
Selon Franck Besingrand, « dans un esprit très romantique, Vierne écrit une musique énergique, très bien orchestrée, au climat plutôt fantastique, traduisant au mieux cette course effrénée d'esprits malfaisants » : le tempérament du compositeur « trouve son plein épanouissement dans les vers de Hugo ». Dès la troisième strophe, « l'orchestre s'anime peu à peu, dans une effervescence sonore qui n'est pas sans rappeler L'Apprenti sorcier de Paul Dukas ». Vierne procède « par boucles, par retours, selon un schéma bien établi. À la coda, en demi-teintes, on entend une longue tenue harmonique en ré mineur, ponctuée par les timbales, rendant encore plus saisissantes les invocations des djinns funestes, lorsque la voix murmure » :
                                                                     Tout passe ; 

                                                                     L'espace 

                                                                     Efface 

                                                                     Le bruit.

## Discographie
{{Les Djinns, Op.35 · Louis Vierne · Queensland Symphony Orchestra · Guillaume Tourniaire · Steve Davislim
Turbulent Heart
℗ 2009 Melba Recordings
Released on: 2009-08-01…}}

### Ouvrages généraux
- Marc Vignal, Dictionnaire de la musique, Paris, Larousse, 2005, 1078 p. (ISBN 2-03-511001-7, lire en ligne), « Louis Vierne », p. 1026.

### Monographies
- Franck Besingrand, Louis Vierne, Paris, Bleu nuit éditeur, coll. « Horizons » (no 28), 2011, 176 p. (ISBN 978-2-35884-018-7),
- Bernard Gavoty, Louis Vierne : La vie et l'œuvre, Paris, Buchet/Chastel, 1980 (1re éd. 1943), 322 p.